# Archibald Brook (dopływ East River of Pictou)
Archibald Brook – strumień (brook) w kanadyjskiej prowincji Nowa Szkocja, w hrabstwie Pictou, płynący w kierunku północno-zachodnim i uchodzący do East River of Pictou; nazwa urzędowo zatwierdzona 12 grudnia 1939.